# Niêm yết

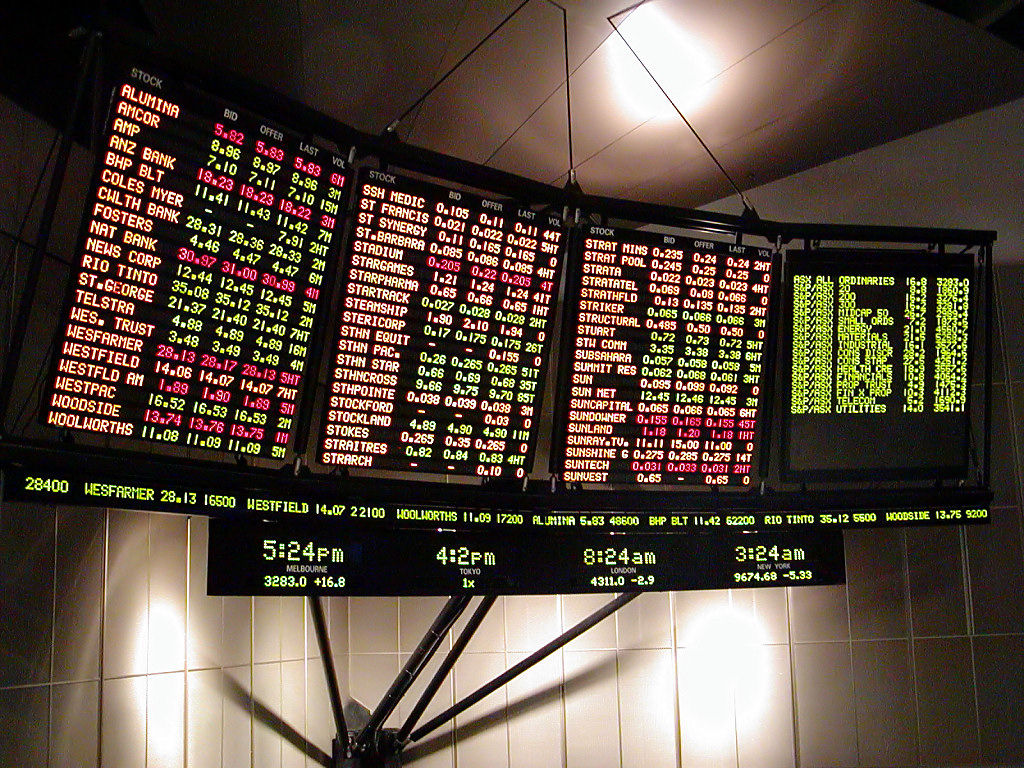
Danh mục các mã chứng khoán trên sàn giao dịch chứng khoán

Niêm yết (Listing) trong kinh doanh và tài chính đề cập đến cổ phiếu của công ty nằm trong danh sách (hoặc danh mục) của cổ phiếu vốn được yết thị công khai trên sàn giao dịch chứng khoán. Một số sàn giao dịch chứng khoán cho phép niêm yết cổ phiếu của một công ty nước ngoài và có thể được phép niêm yết kép, tùy thuộc vào các điều kiện. Mỗi sàn giao dịch chứng khoán có yêu cầu niêm yết hoặc những quy định riêng. Các yêu cầu niêm yết lần đầu (IPO) thường bao gồm việc cung cấp lịch sử giao dịch của một vài năm gần đây từ các báo cáo tài chính, quy mô đủ lớn của số vốn huy động được phát hành cho công chúng nói chung (cổ phiếu lưu hành tự do), cả về giá trị tuyệt đối và theo tỷ lệ phần trăm của tổng số cổ phiếu đang lưu hành, một bản cáo bạch đã được phê duyệt, thường bao gồm ý kiến từ các giám định viên độc lập (hoặc kiểm toán độc lập). Sàn giao dịch chứng khoán New York (NYSE) yêu cầu một công ty phải phát hành ít nhất một triệu cổ phiếu trị giá 100 triệu đô la và phải kiếm được hơn 10 triệu đô la trong ba năm qua còn NASDAQ yêu cầu một công ty phải phát hành ít nhất 1,25 triệu cổ phiếu có giá trị ít nhất 70 triệu đô la và phải kiếm được hơn 11 triệu đô la trong ba năm qua.

## Đại cương

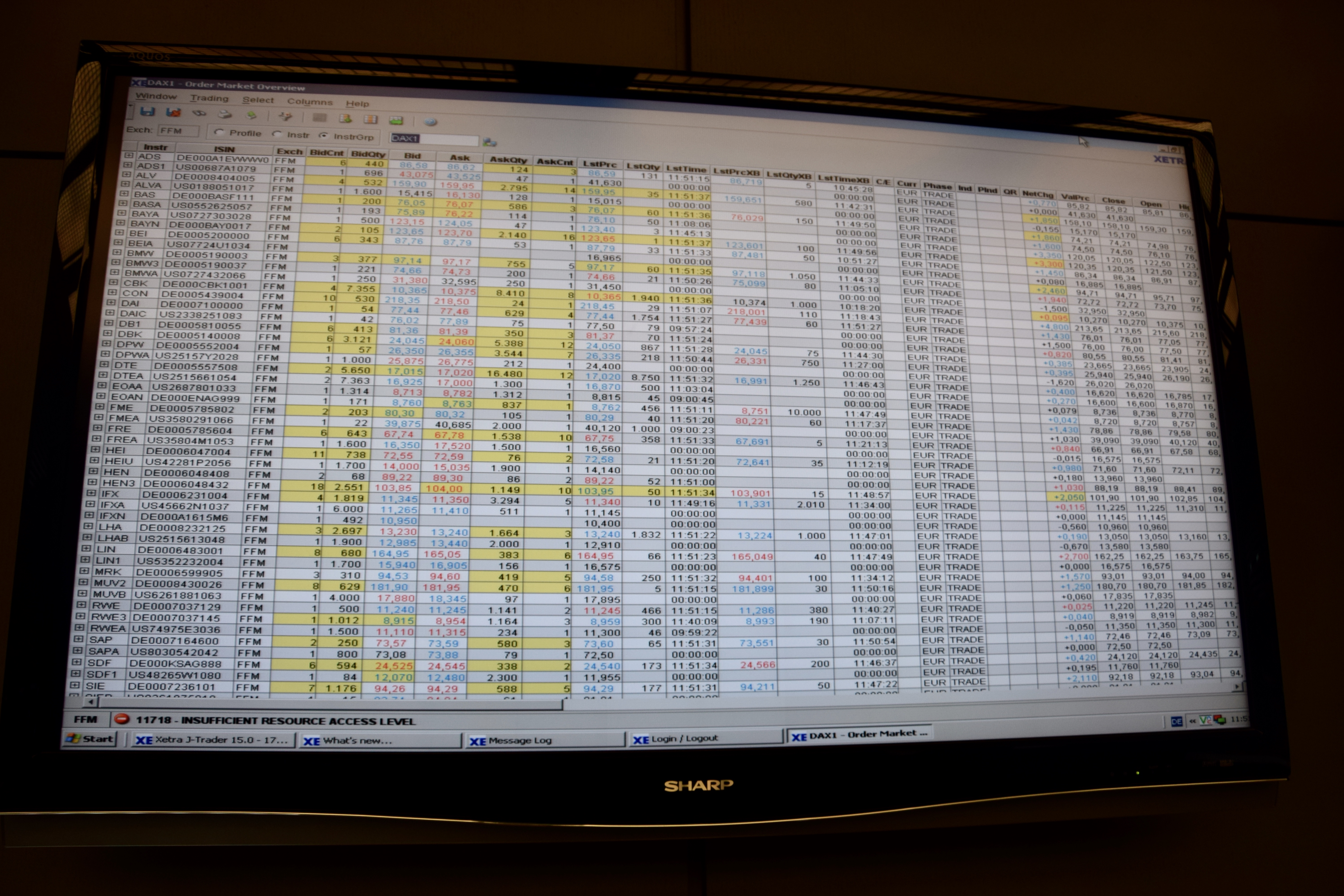
Danh mục các công ty niêm yết của Sở Giao dịch chứng khoán Frankfurt

Theo thuật ngữ tiếng Việt thông dụng thì "niêm yết" là thuật ngữ cổ chỉ việc dán yết thị, cáo thị ở nơi công cộng, ở chỗ đông người để mọi người đều biết nhằm bố cáo thiên hạ. Đây là việc dán giấy thông báo chính thức, công khai cho mọi người biết về một vấn đề, sự kiện cụ thể nào đó. Niêm yết cũng là việc công khai các văn bản nhằm truyền tải thông tin, vận động quần chúng hưởng ứng thi hành nội dung văn bản đó. Ngày nay, thuật ngữ này chuyên dùng để chỉ về hoạt động niêm yết chứng khoán hay còn gọi là niêm yết trên sàn. Theo đó, niêm yết chứng khoán là việc đưa chứng khoán có đủ điều kiện niêm yết vào giao dịch trên hệ thống giao dịch cho chứng khoán niêm yết. Hoạt động về chứng khoán và thị trường chứng khoán bao gồm hoạt động chào bán, niêm yết, giao dịch, kinh doanh, đầu tư chứng khoán, cung cấp dịch vụ về chứng khoán, công bố thông tin, quản trị công ty đại chúng và các hoạt động khác. Công ty niêm yết được hiểu là một công ty công cộng, trong đó cổ phiếu của công ty được phép mua bán, giao dịch công khai trên thị trường chứng khoán. Công ty sau khi đã trở thành công ty niêm yết sẽ phải chịu sự quản lý công khai, tuân thủ những quy định pháp lý về  công bố thông tin và huy động vốn. 
Niêm yết trên sàn chứng khoán là việc công ty tiến hành định danh các chứng khoán đã đáp ứng đủ tiêu chuẩn giao dịch trên sở giao dịch chứng khoán, công ty phải đáp ứng các tiêu chuẩn do sở giao dịch đề ra về các yếu tố định tính và định lượng. Thông thường, công ty phát hành là công ty nộp đơn xin niêm yết nhưng ở một số quốc gia, sàn giao dịch có thể niêm yết một công ty, ví dụ như vì cổ phiếu của công ty đó đã được giao dịch qua các kênh không chính thức. Các cổ phiếu có giá trị thị trường và/hoặc doanh thu giảm xuống dưới mức quan trọng có thể bị sàn giao dịch hủy niêm yết. Việc hủy niêm yết thường phát sinh từ hoạt động sáp nhập hoặc tiếp quản, hoặc công ty trở thành công ty tư nhân. Trái ngược với niêm yết là việc hủy niêm yết là hoạt động xóa vốn cổ phần của một công ty khỏi một sàn giao dịch chứng khoán để các nhà đầu tư không còn có thể giao dịch cổ phiếu của công ty đó trên sàn giao dịch đó nữa. Điều này thường xảy ra khi một công ty ngừng kinh doanh, tuyên bố phá sản, không còn đáp ứng các quy tắc niêm yết của sàn giao dịch chứng khoán, đã trở thành công ty tư nhân, đã trở thành công ty con sau một sáp nhập hoặc mua lại, hoặc muốn giảm bớt sự phức tạp và chi phí báo cáo theo quy định, hoặc nếu khối lượng cổ phiếu trên sàn giao dịch mà công ty muốn hủy niêm yết không đáng kể. Hủy niêm yết không nhất thiết có nghĩa là thay đổi chiến lược cốt lõi của công ty.